# 扎伊德鲁纳斯·伊尔格斯卡斯
扎伊德鲁纳斯·伊尔格斯卡斯（1975年6月5日—），生于前苏联立陶宛考那斯，前立陶宛、美國职业篮球运动员。

## NBA之前
伊尔格斯卡斯，昵称大Z，1994-96年间在家乡俱乐部球队考那斯KK阿特莱塔斯效力。

## NBA生涯

### NBA选秀
伊尔格斯卡斯在1996年NBA选秀中第一轮第20顺位被克里夫兰骑士队选中。

### 遭受伤病
伊尔格斯卡斯在骑士队迅速成长为一位出色的中锋，但是这位中锋职业生涯初期饱受脚伤困扰。在他NBA的前六个赛季中总共错过了287场比赛，其中1996-97赛季和1999-2000赛季一场未上，1998-99赛季只出场了5次，2000-01赛季他也只出赛了24场，而2001-02赛季他也有19场的缺席。

### 辉煌时期
近几个赛季中，伊尔格斯卡斯的伤病有所缓解，在2002年至2005年中只缺席了6场比赛。其中有三个赛季打满了所有场次的比赛，伊尔格斯卡斯在这335场比赛中平均上场18.3分钟的时间中取得了场均14.4分，7.5个篮板和1.8次封盖的较好数据，其中295次首发。他职业生涯最高的得分是35分，曾经多次在打出这个分数。
2005年9月14日，伊尔格斯卡斯正式和骑士队续约為時5年、超过6000万美元的合約。2006-07赛季，他协助勒布朗·詹姆斯取得了骑士队历史上首个NBA东部联盟的冠军，最终在决赛中败给了圣安东尼奥马刺队。
2010年7月，其與詹姆斯一同轉投邁阿密熱火，於總決賽敗於達拉斯小牛。
2011年9月，伊尔格斯卡斯正式宣告退休。

## 个人资料
伊尔格斯卡斯身高7英尺4英寸(223公分)，是当前NBA仅次于休斯敦火箭队姚明的联盟第二高度，有着260磅的体重。他打球十分的协调合理但不是球队的主要得分手，他的职业生涯至今每场约有15分进账。伊尔格斯卡斯是一个优秀的篮板球手，有着场均7.7个篮板其中包括3.2个進攻篮板和不错的场均1.9次封阻，他的助攻次数最多的是2002-03赛季所取得的1.6次。但是总体来说，除了封阻能力，伊尔格斯卡斯的1對1防守能力是他的弱项。在迈克·布朗的帮助下，他的防守水平有所加强。

## 成绩和荣誉
- 1997-98赛季，入选最佳新秀阵容，在新秀中平均每场篮板第2名（8.8），盖帽第3名(1.65)，得分第4(13.9)
- 1998年全明星周末“新秀大赛”，得分18，7个篮板，被评为“最有价值球员”
- 1998年1月31日，对底特律活塞队，得到赛季最高得分32分，并且抢得13个篮板
- 1997年10月31日，首次在NBA亮相，对手是休斯敦火箭，得分16，篮板16
- 2003年，入选东部全明星
- 2005年，入选东部全明星
- 2007年，NBA东部联盟冠军 克里夫兰骑士时期
- 2006-07赛季的82场比赛中排在防守十大球员的第七位[5]

## 个人生活
伊尔格斯卡斯是克里夫兰社区的活跃分子。经常和他的队友去克里夫兰诊所看望那里的病人，他捐出自己的签名球鞋，篮球和其他一些随身用品。2007年2月14日，伊尔格斯卡斯的妻子詹尼弗(Jennifer)怀孕5个月，早产生下一对龙凤胎，可是由于早产而造成了死婴。伊尔戈斯卡斯痛苦的表示“我需要很长时间才能接受这个事实，这是我经历的最艰难的事。”